# Pascual González Guzmán
Pascual González Guzmán (Granada, 23 de diciembre de 1928 - Campotéjar, Granada, 13 de diciembre de 1985) fue un filólogo español y profesor universitario y de enseñanza secundaria. Fue conocido, en el ámbito del estudio del aragonés, por su tesis doctoral de 1952 sobre el aragonés hablado en los valles de Aragüés y Aísa, titulada El habla viva del valle de Aragüés, que dirigió Manuel Alvar.

## Biografía
Nacido de Granada, licenciado en Filosofía y Letras por la Universidad de Granada en 1951. Impartió las clases prácticas de Gramática Histórica y de Lingüística Románica de dicha universidad entre 1951 y 1953, año en que fue publicada su tesis doctoral dirigida por Manuel Alvar, por entonces profesor de la misma universidad. Fue profesor adjunto de Lingüística Románica en la Facultad de Filosofía y Letras de la universidad granadina hasta 1959, cuando se trasladó a Almería al aprobar la oposición de catedrático de enseñanza secundaria.
Mientras permanecía en la Universidad de Granada, González formó parte y organizó diferentes actividades culturales para el alumnado y los profesores de la facultad donde trabajaba, entre ellas algunas conferencias sobre poetas que estaban mal vistos por el régimen franquista, como Antonio Machado, Rafael Alberti o Federico García Lorca. De este último publicó, en el año 1964 —pleno régimen—, una serie de documentos entre los que se encontraba su examen de acceso al Instituto de Almería.
Formó parte de la tertulia Abadía Azul, un grupo de intelectuales muy influyentes en la vida cultural granadina que se afanaban por organizar conferencias, representaciones teatrales, exposiciones, etc., creadora también de los cafés-copa, especie de tribuna libre en una España sujeta.
Fue catedrático numerario de enseñanza secundaria en el instituto «Nicolás Salmerón y Alonso» de la capital almeriense desde 1959 hasta 1978, donde fue jefe de estudios varias veces y director en dos ocasiones. También fue el delegado provincial de Protección Escolar desde 1966 hasta 1970, y delegado provincial del Ministerio de Educación y Ciencia desde 1971 hasta 1973.
En 1978 aprobó el concurso-oposición del Cuerpo de Inspectores de Enseñanzas Medias y tomó plaza en el Distrito Escolar de Granada, donde seguiría los años siguientes.
El 13 de diciembre de 1985 falleció en un accidente de coche cuando volvía de Jaén hacia su ciudad, a la altura del municipio de Campotéjar (provincia de Granada), después de una reunión para organizar las pruebas de acceso a la universidad. Le faltaban diez días para haber cumplido 57 años.

## Distinciones
En vida, Pascual González Guzmán había recibido la Medalla de Plata de la Juventud y la Encomienda de la Orden Civil de Alfonso X el Sabio.
Después de morir, la Universidad de Granada le otorgó su Medalla de Oro en reconocimiento por su labor.

## El habla del valle de Aragüés
Alumno de Manuel Alvar en los años que enseñó en Granada, el profesor y dialectólogo valenciano, que había publicado hacía poco su propia tesis sobre El habla del Campo de Jaca, le sugirió hacer su próxima tesis doctoral sobre el habla de algún valle del Pirineo aragonés aprovechando las milicias universitarias de verano en Jaca, de las que González formaba parte.
Los materiales fueron recogidos en 1950 en Aragüés del Puerto, Jasa, Aísa, Esposa y Sinués, y la tesis fue presentada el 18 de diciembre de 1952 en la Universidad de Granada. Fue publicada en el año 1953, a través del Instituto de Estudios Pirenaicos que entonces estaba vinculado con el CSIC. Todos los informadores con quienes González habló eran mayores de 60 años y analfabetos, como requisito para encontrar una mayor pureza en el dialecto que hablaran.
Antes de González Guzmán, el habla de Aragüés y Aísa sólo había sido brevemente estudiado por Jean-Joseph Saroïhandy, Alwin Kuhn y William Dennis Elcock. Después de él, el pueblo de Aragüés fue localidad de encuesta para hacer el Altlas Lingüístico y Etnográfico de Aragón, Navarra y la Rioja (ALEANR) entre 1978 y 1983. Además cabe contar con la obra de poesía popular de José Gracia Expósito (1899-1981), que está escrita en el aragonés que se hablaba en Sinués, su pueblo.

### El habla de Aragüés en 1950
González constató la tremenda erosión que había sufrido el dialecto entre los veinte años que había pasado desde las encuestas de los autores de antes de él (en los años 1930 Kuhn y Elcock) y ese momento. No pudo documentar por completo formas típicas del aragonés como el pronombre «qui», sustituido por el castellanismo «quién», ni el locativo aragonés occidental «do», comunes a comienzos de siglo XX como lo había recogido Saroïhandy.
También tuvo problemas para documentar formas verbales que era común encontrarse en décadas anteriores, como las desinencias -etz y -otz en la segunda persona plural de los verbos, que ya se hacía -áis, -éis, mismo en los verbos con raíz léxica aragonesa diferenciada del castellano: «vo'n vais», «yérais». Solo en el valle de Aragüés se encuentra con la forma verbal «paguetz», aunque a reculones, y con las desinencias en -otz del perfecto simple, que en otros tiempos habían sido típicas de estos valles, el estudio de 1950 no se encuentra ni con «dijiotz» ni con «cantotz».